# Vol 965 d'American Airlines
El vol 965 d'American Airlines era un vol regular des de l'Aeroport Internacional de Miami a l'Aeroport Internacional Alfonso Bonilla Aragón de Cali, Colòmbia, que durant la seva aproximació per aterrar va xocar contra una muntanya a Buga, Colòmbia el dimecres 20 de desembre de 1995, provocant la mort de 159 ocupants de l'aeronau, amb només 4 supervivents. Ha estat el pitjor accident aeri registrat a Colòmbia. L'accident va ser el primer d'un Boeing 757-223 nord-americà i va ser, en el seu temps, el accident major aeri implicant una aeronau nord-americana des de l'enderrocament del Vol 103 de Pa Am ocorregut set anys abans.
Va ser el desastre aeri més greu de 1995.

## Història del vol
En aquest moment, el vol 965 portava persones de retorn a Colòmbia per al Nadal, turistes i empresaris. Una tempesta d'hivern al Nord-oest dels Estats Units va causar que es retardés la sortida de l'avió durant trenta minuts per permetre la connexió d'altres passatgers a bord del vol, per tant el Vol 965 es va apartar de la porta D33 de Miami a les 5:14 PM I després va rodar fins a la pista 27R, però la congestió estacional va causar que el Boeing 757 s'enlairàs amb dues hores de retard. Alguns dels passatgers van perdre el vol 965 a causa de connexions perdudes.
La tripulació de cabina estava composta pel capità Nicholas Tafuri, de 57 anys, i el primer oficial Donald Williams, de 39 anys. Els auxiliars de vol eren: Pedro Pablo Calle, Magdalena Borrero, Rosa Cabrejo, Teresa Delgado, Gilberto Restrepo i Margaret "Maggie" Villalobos.
Els Controladors de trànsit aeri de Cali tenien el radar fora de servei per controlar el 757, ja que havia estat volat el 1992 pel grup guerriller FARC. L'enfocament de Cali utilitza diversos radiofars per guiar els pilots per les muntanyes i canons que envolten la ciutat. El sistema de gestió de vol ja havia programat aquests fars, que guiarien els pilots cap a la pista 1 de l'aeroport de Cali.
Atès que el vent estava en calma, el controlador Nelson Rivera de Cali va preguntar als pilots si volien volar una aproximació directa a la pista 19 en lloc de venir entorn de la pista 01. Els pilots van estar d'acord, amb l'esperança de fer una mica de temps. Els pilots esborren erròniament el punt VOR Tulua del seu equip de navegació. Quan el controlador va demanar als pilots de comprovar de nou en més de Tuluá, al nord de Cali, ja no estava programat en la computadora, per la qual cosa va haver de retirar-se als seus mapes per trobar-ho. Mentrestant, van estendre l'aeronau frens de velocitat per reduir la velocitat i accelerar el seu descens.
Al moment en què es troben les coordenades de Tuluá, que ja havien passat per damunt. En resposta a això, es van tractar de programar l'ordinador de navegació per al següent enfocament de punt de referència, Frego. No obstant això, el Frego NDB va ser identificat com a R en les seves cartes. Colòmbia havia duplicat l'identificador del NDB Romeo prop de Bogotà, i la llista de l'equip de waypoints emmagatzemats no inclourà el Rozo NDB com a "R", però només sota el seu nom complet "ROZO". En els casos en què un país va permetre identificadors duplicats, que sovint els apareix amb la ciutat més gran primer. En triar la primera "R" de la llista, el capità va fer que el pilot automàtic de començar a un curs de Bogotà, la qual cosa resulta en l'avió giro a l'est en un ampli semicercle. Al moment en què es va detectar l'error, l'avió estava en una vall que s'estén de nord a sud paral·lela a la qual haurien d'haver estat endins Els pilots havien posat l'avió en curs a Bogotà. Després els pilots s'adonen del seu error i insereixen la freqüència de la balisa Tulua, però ells creuen que s'estan dirigint a la pista 01, per la qual cosa giren l'avió cap a la dreta. Després sona l'alarma de proximitat de terra. Els pilots intenten ascendir, però en estar desplegat el aerofreno, no van poder fer-ho. L'avió impacta a 520 km/h contra una muntanya, matant a 158 dels 163 ocupants a bord. Un dels ferits va morir posteriorment en un hospital. El controlador de trànsit aeri, Nelson Rivera Ramírez, que creu que algunes de les peticions dels pilots no tenien sentit, però no sabia el suficient anglès per transmetre això.

## Accident
Dotze segons abans que l'avió s'estavellés contra una muntanya, el Sistema d'alerta de proximitat a Terra s'activa, anunciant una imminent col·lisió contra el terreny i fent sonar una alarma. Dins d'un segon d'aquest advertiment el primer oficial va desconnectar el pilot automàtic i el capità va intentar grimpar clar la muntanya. No obstant això, els pilots van oblidar desenganxar els frens de velocitat prèviament desplegats, la qual cosa va reduir la taxa d'ascens. A les 09:41:28 PM hora de l'est, l'aeronau va copejar uns arbres a uns 8,900 peus en el costat est del Diluvio. L'accident va ser a 6 quilòmetres al sud del VOR de Tuluá i 28 milles al nord de l'extrem d'aproximació de la pista 19 en l'Aeroport Internacional Alfonso Bonilla Aragón. Durant les recerques, es va trobar que ni el simulador de base fixa Boeing ni el simulador de CDU/FMS podrien treballar amb les dades obtingudes directament de FDR de l'accident. L'avió va impactar la muntanya i va baixar per l'altre vessant.